# Hase Bikes
Hase Bikes (ehemalig Hase Spezialräder) ist ein deutscher Hersteller von Spezialrädern mit Sitz in Waltrop. Die Produktpalette umfasst Liegedreiräder, Stufentandems und Lastenräder. Für die meisten angebotenen Modelle sind Spezialausstattungen verfügbar, sodass die Fahrräder für Reha-Zwecke eingesetzt werden können. Die Fahrräder werden hauptsächlich auf dem europäischen und nordamerikanischen Markt vertrieben. Mit einem Verkauf von 1400 Spezialrädern jährlich gilt Hase neben HP Velotechnik als einer der Weltmarktführer in Marktsegment der Liegeräder.

## Unternehmensgeschichte
Im Jahr 1989 gewann der spätere Unternehmensgründer Marec Hase mit einem Tandemdreirad den Landeswettbewerb Jugend forscht in Nordrhein-Westfalen. Ein Jahr später belegte Hase mit einem Faltliegerad beim Folgewettbewerb den zweiten Platz. Das Unternehmen Hase Spezialräder wurde 1994 als Garagenfirma in Bochum gegründet. Im Jahr 2001 zog die Manufaktur in ein Gebäude der ehemaligen Zeche Waltrop. 2007 wurde Hase Bikes mit dem Vestischen Unternehmenspreis ausgezeichnet.

## Weiteres
Hase Bikes hält den im Guinness-Buch der Rekorde eingetragenen Weltrekord für den längsten Zug aus Fahrrädern. Im Jahr 2003 nahmen 62 Kettwiesel an dem Rekordversuch teil. Zur ExtraSchicht 2007 brach Hase Bikes den eigenen Rekord mit einem Tandemzug aus 93 Rädern, der eine Länge von mehr als 150 Metern hatte.
Das Unternehmen richtet unter dem Namen Trikerace bei öffentlichen Veranstaltungen Dreiradrennen mit Liegedreirädern aus.
Gemeinsam mit dem unter dem gleichen Dach angesiedelten Partnerunternehmen EFBe Prüftechnik entwickelt Hase Bikes technische Prüfstände für die Fahrradindustrie, die an Fahrradhersteller weltweit vertrieben werden.

## Fahrradmodelle
- Liegedreirad mit E-Motor Klimax 2K
- Liegedreirad mit E-Motor Klimax 5K
- Liegedreirad Kettwiesel
- Liegedreirad Lepus
- Lastenrad Pino Porter
- Stufentandem Pino
- Kindertrailer/Kinderliegedreirad Trets
- Rehabilitation Liegedreirad Trix
- Rehabilitation Adaptierung (Handantrieb,...)
- Langlieger Tagun (eingestelltes Modell)[5]

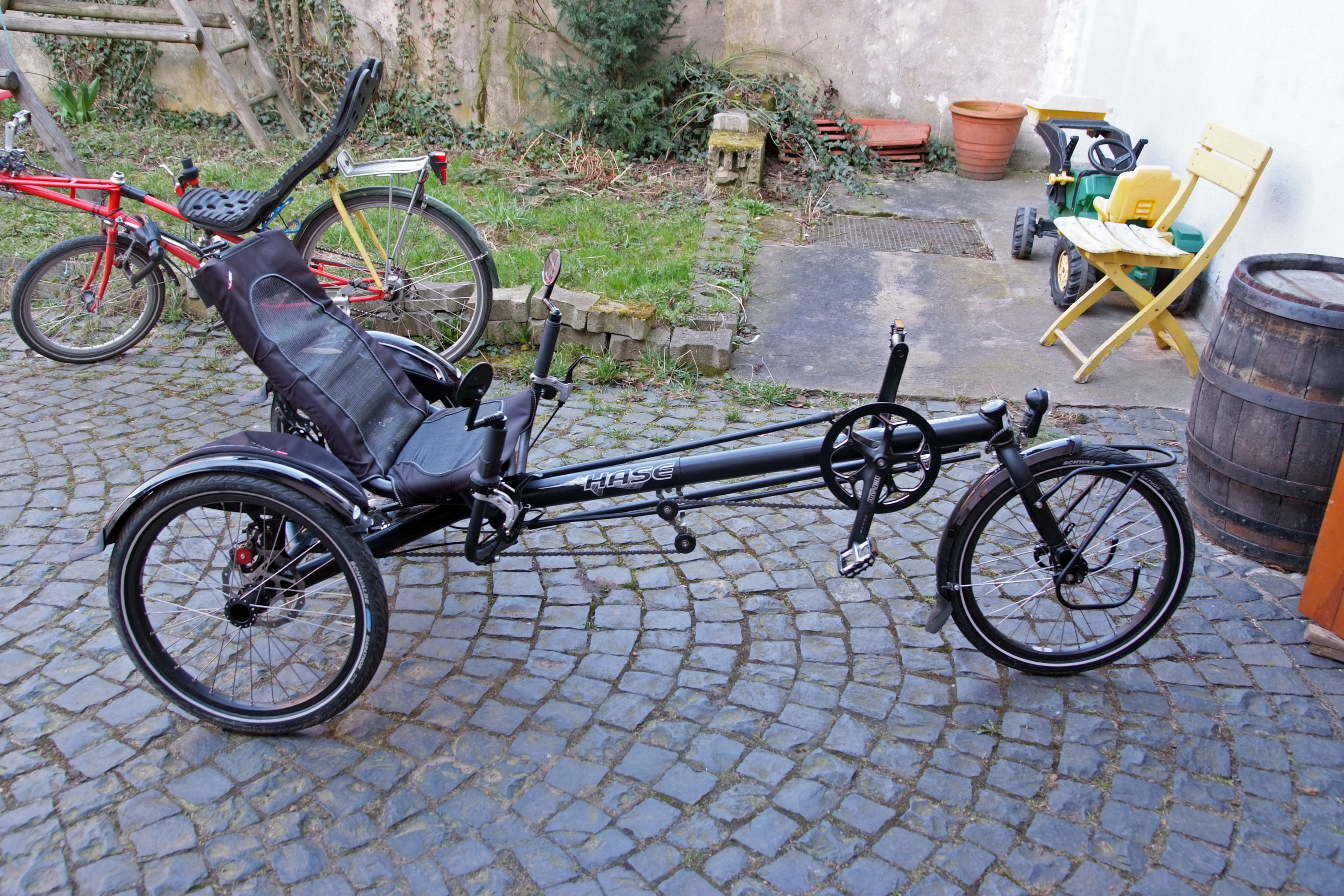
Liegetrike Hase Kettwiesel
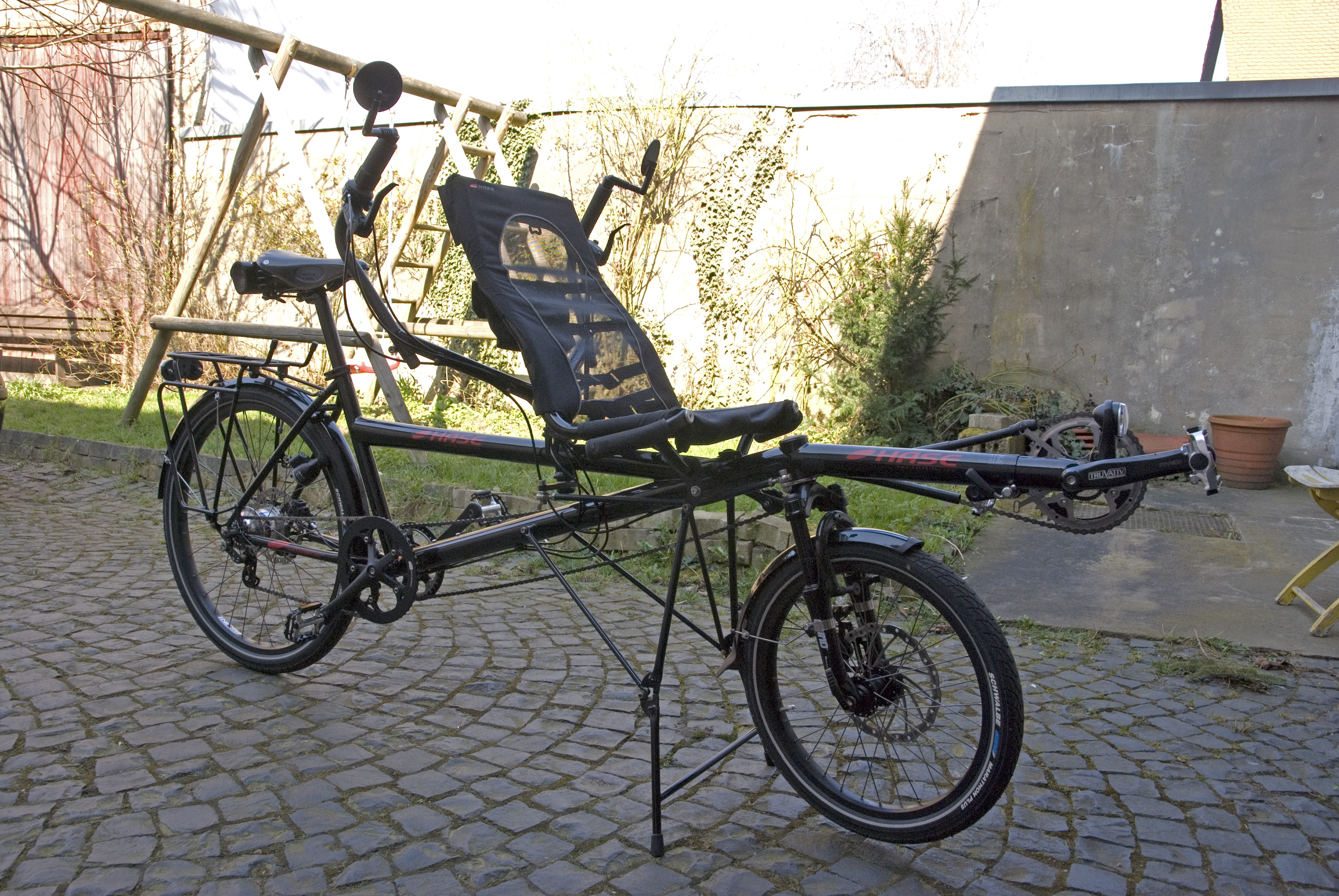
Stufentandem Hase Pino
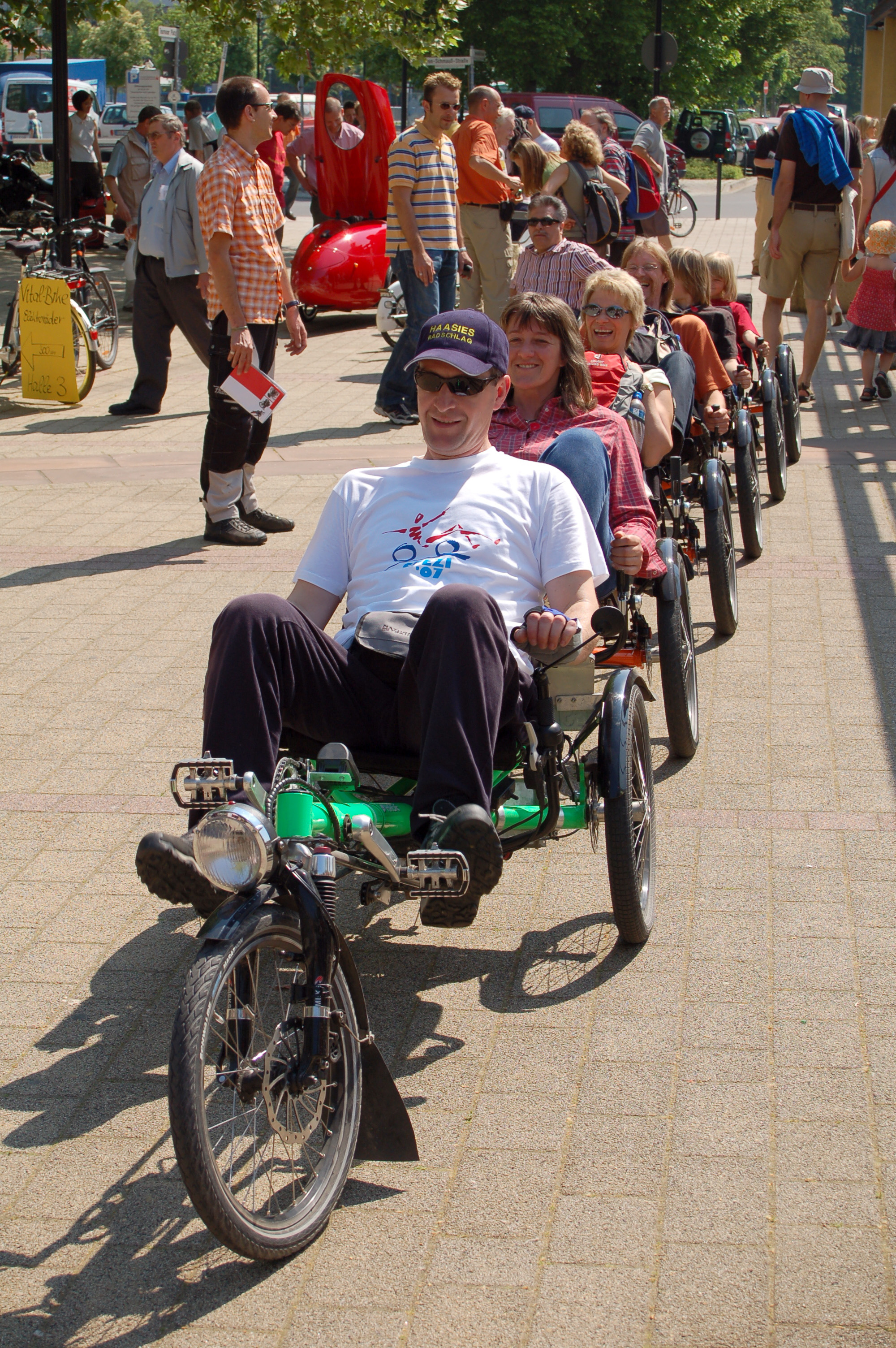
Zug aus mehreren Kettwieseln
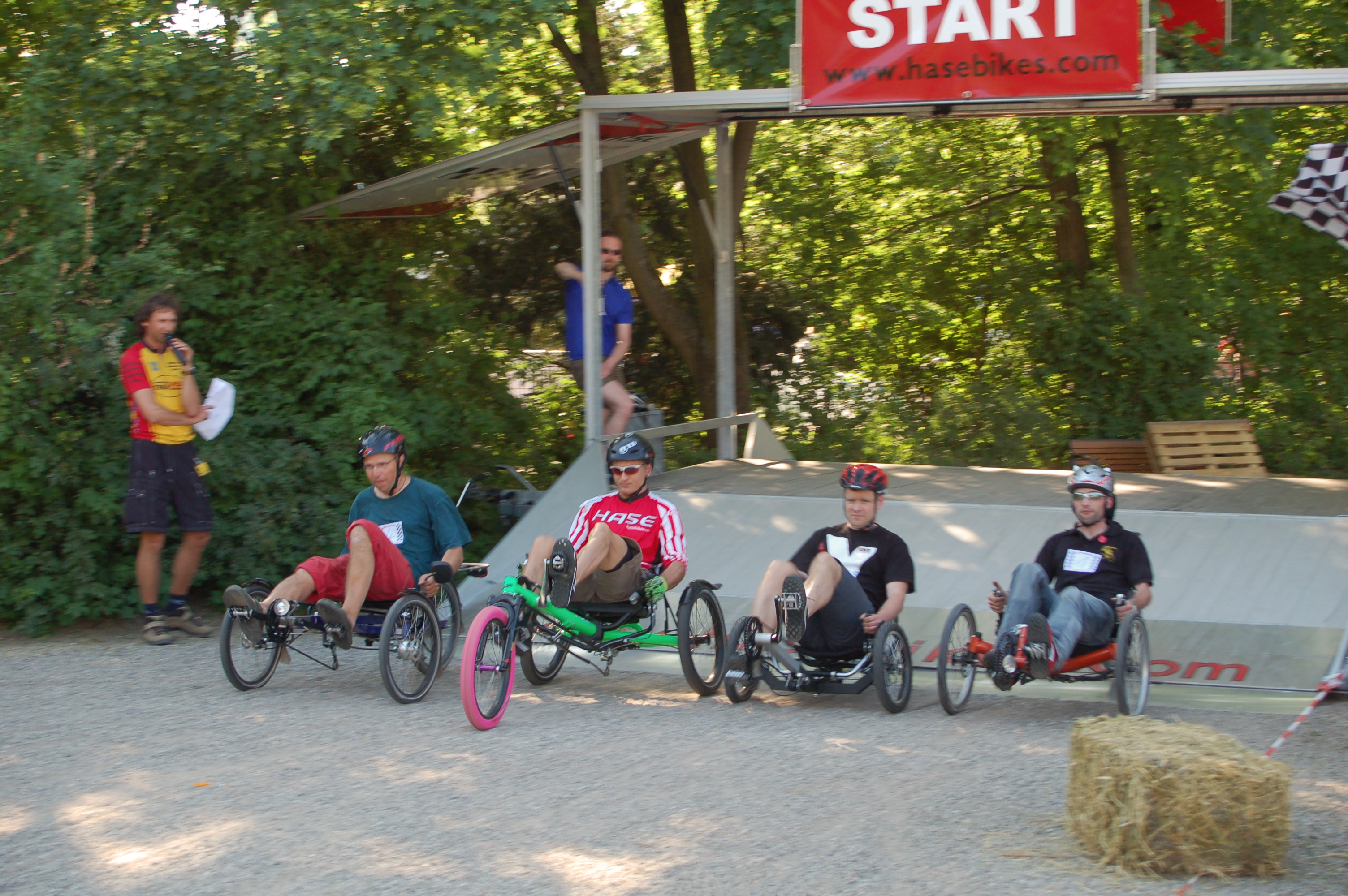
Trikerennen